# MacMillan (cráter)
MacMillan es un cráter de impacto lunar en forma de cuenco en la zona oriental del Mare Imbrium. Se encuentra justo al suroeste una elevación aislada, cerca del borde suroeste de los Montes Archimedes. Se trata de una depresión en forma de copa con un albedo interior que coincide con el del mar lunar cercano.
|  |

Los bordes del brocal tienen un albedo algo más alto. Muestra trazas de la presencia de un cráter concéntrico.
Este cráter fue previamente identificado como Arquímedes F antes de ser renombrado por la UAI.